# Fantasy Tennis
Fantasy Tennis était un jeu gratuit disponible pour les plates-formes Windows disponible sur le site de portail de jeux gratuits alaplaya. C'est un jeu de Tennis en 3D avec un design mangas (particulièrement pour les personnages).

## Caractéristiques
Fantasy Tennis se déroule dans un univers fictif doté d'une pointe de fantasy (elfes,  halflings, magie, etc.). Le principal intérêt de ce jeu est qu'il vous permet de faire évoluer votre personnage à la manière d'un RPG. Il existe différent pouvoirs que vous pouvez utiliser en cours de partie pour rendre la vie dure à vos adversaires. Un ranking est disponible pour vous comparer avec tous les joueurs, ainsi qu'un système de club (guilde). Il est possible de personnaliser son personnage en achetant des vêtements grâce aux pièces d'or remportés pendant les duels, ou en utilisant des AP (jetons qu'il faut acheter sur le site de alaplaya). Le seul problème c'est que le jeu manque en durée de vie et il est très répétitif.

## Les personnages
À la base, il n'y a que deux personnages : un garçon (Niki), et une jeune sorcière (LunLun), ce qui est très basique. Les APs (jetons à acheter) ont donc une importance, car il y a d'autres personnages : Dhanpir (un vampire), Lucy (une pirate), Al (une marionnette), Shua (une elfe) et Pochi . Il n'y a que Pochi que vous devez acheter avec de APs.

## La boutique
Vous pouvez vous équiper grâce à la boutique disponible en jeu. Vous pouvez y acheter divers équipements (chapeaux, chaussures, raquettes), grâce aux sous gagnés lors des matchs, ou grâce aux APs (encore eux !), des objets beaucoup plus développés, comme de nouvelles raquettes. Et, aussi les DENs qui vont servir à acheter des équipements, chapeaux etc.

## Les différents modes de jeu

### Basic Mode
Ce mode utilise les règles du tennis basique et peut se jouer en simple ou en double. Il est également possible de jouer en coopération avec des Battlemon (petits monstres gérés par IA dont vous devez vous occuper et nourrir).

### Battle Mode
Le battle mode est la véritable innovation de Fantasy Tennis. Ce mode vous permet, tout en jouant au tennis, de lancer des sorts tels que des météorites ou encore des boules de feu pour mettre en difficulté vos adversaires. Les duels deviennent incroyablement intenses, et une partie se termine lorsqu'un des deux combattants voit sa jauge d'énergie atteindre 0.

### Battlemon Mode
Ce mode de jeu consiste à jouer avec les règles basiques du tennis, sauf que vous jouez obligatoirement avec votre Battlemon(animal de compagnie).

### Guardian Mode
Ce mode de jeu consiste à jouer contre un Gardien, en coopération (jusqu'à 4 !). Il reprend sinon les règles du Battle Mode.